# تفاعل كرب القتال
يعد تفاعل كرب القتال CSR، الذي كان يعرف في الماضي بـ «صدمة القذف» أو «إجهاد المعركة»، مصطلحا عسكريا يستخدم لتصنيف أنماط سلوكية متفرقة ناجمة عن الإجهاد من جراء الحرب، وهي أنماط من شأنها أن تقلل من فعالية القدرة القتالية للجندي. وأكثر أعراض المرض شيوعا هي الإرهاق، وتباطؤ زمن رد الفعل، والتردد، وانفصال الشخص عن محيطه، وعدم القدرة على تحديد الأولويات. وبصفة عامة، فإن تفاعل كرب القتال مرض قصير الأمد، وينبغي عدم الخلط بينه وبين اضطراب الإجهاد الحاد، واضطراب إجهاد ما بعد الأزمة، وغيرها من الاضطرابات طويلة الأمد التي تُعزى إلى إجهاد القتال، رغم أن الكثير منها يكون في مراحله الأولى مثل تفاعل كرب القتال.
وتتباين معدلات الإصابة بالكرب مقارنة بإصابات المعارك حسب شدة القتال؛ فإذا كان محتدما ترتفع ويمكن أن تصل إلى 1:1، وفي الصراعات المحدودة تتراجع إلى 1: 10 أو أقل.
وفي الحرب العالمية الأولى، تم اعتبار «صدمة القصف» مرضا نفسيا ناجما عن اعتلال يصيب الأعصاب أثناء القتال. كانت حرب الخنادق مرعبة؛ إذ كانت تفضي إلى مصرع حوالي 10 بالمائة من الجنود المقاتلين (مقارنة بـ 4.5 ٪ خلال الحرب العالمية الثانية)، وبلغت نسبة إجمالي خسائر القوات (ما بين قتيل وجريح) 56 بالمائة. وكانت الظروف المحيطة هي التي تحدد اعتبار صدمة القصف بمثابة«إصابة» أم «مرض». وأدت مشاركة نسبة كبيرة من سكان أوروبا في معارك الحرب العالمية الأولى، إلى شيوع أعراض تفاعل كرب القتال في الثقافة الأوروبية، رغم أنها لم تكن معروفة على نطاق واسع في الولايات المتحدة.

## التاريخ
أظهر تاريخ تفاعلات كرب القتال تباينا ملحوظا في مدى اهتمام ومعرفة المنوطين بالتعامل مع المرضى. وكتب كاردينر وشبيغل في عام 1947 ما يلي:
خلال الحرب الأهلية الأمريكية، كان الوهن العصبي الدوراني لدى الجنود والحنين المرضي للوطن، عرضان رئسيان لتفاعلات كرب القتال. وشهد القرن التاسع عشر التعرف على عدد من الأمراض المصحوبة باضطرابات نفسية (مثل الركاب المصابين بنتوء السكك الحديد. {المترجم: خلال القرن التاسع عشر، أطلق مصطلح railway spine على أعراض ما بعد الصدمة للركاب الذين تعرضوا لحوادث القطارات}.
وكان الروس، إبان الحرب الروسية - اليابانية (1904-1905)، هم أول من شخّص بدقة المرض النفسي الناجم عن كرب الحرب، وحاول علاجه. وحتى الحرب العالمية الأولى، لم تكن الحالات الحادة المصابة بـ «صدمة القصف» (والتي كان يشار إليها بالاضطراب والوهن العصبي لصدمة الحرب) تثير دهشة القادة والأطباء.

### الحرب العالمية الأولى
في عام 1915، صدرت الأوامر التالية للجيش البريطاني في فرنسا:فرنسا
في أغسطس 1916، قدم تشارلز مايرز استشارات نفسية للجيش. وضغط بقوة لضرورة إنشاء مراكز خاصة بالقرب من جبهة القتال، توفر علاجا يرتكز إلى:
- سرعة العلاج
- توفير البيئة المناسبة.
- اتخاذ تدابير للعلاج النفسي

كما استخدم التنويم المغناطيسي في العلاج، ولكن بنجاح محدود.
وفي ديسمبر 1916، تولى غوردون هولمز مسؤولية الجبهة الشمالية، وقطاع من الجبهة الغربية، والأخير كان الأكثر أهمية. وقد اتسم بصرامة بالغة جاءت ملائمة للعقلية العسكرية السائدة، ولذا حظيت وجهة نظره بقبول واسع. وبحلول شهر يونيو من العام 1917، تم إخلاء كافة الحالات البريطانية المصابة بـ «صدمة القذف» إلى مركز قريب للحالات العصبية، وتم توصيف الحالات باعتبار أنه لم يتم تشخصيها بعد ضمن الأمراض العصبية. «ولكن، بسبب عدم ثقة مساعدي الجنرالات في الأطباء، لم يتسن لأي مريض أن يتلقى عناية خاصة قبل إرسال النموذج ِAF 3436 إلى وحدته العسكرية وموافقة القائد على استيفائه.» ورغم أن هذا الإجراء أحدث تأخيرا في اتخاذ قرار العلاج، إلا أنه أظهر أن نسبة تتراوح من 4-10 بالمائة من الحالات المصابة بصدمة القذف خلال الحرب العالمية الأولى كانت «مضطربة» (لأسباب بدنية)، أما باقي الحالات فكانت لأسباب «عاطفية». وأسفر هذا عن إسقاط صدمة القذف كمرض حقيقي، وتم الغاؤها في سبتمبر من العام 1918.
خلال الحرب، أعدم 306 جنود بريطانيين بتهمة الجبن، وكان معظمهم ضحايا لمرض صدمة القذف. وفي 7 نوفمبر من العام 2006، منحتهم حكومة المملكة المتحدة جميعا عفوا مشروطا عقب الوفاة.

#### القرب المكاني
بدأ الضباط الأطباء في إبقاء الجنود داخل وحداتهم بسبب البطء في إنجاز النموذج AF 3436. وربما كان ذلك البداية العملية لمفهوم العلاج في موقع قريب من الوحدة. وكتب العقيد روجرز مايلي:

#### مبادئ القرب والحالية والتوقع PIE
بدأ تطبيق مبادئ القرب والحالية والتوقع، المشار إليها اختصارا بـ PIE، على الحالات التي لم يتم تشخصيها بعد بالأمراض العصبية:
- * القرب proximity - علاج الحالات بالقرب من الجبهة ودوي القتال
- * الحالية Immediacy - علاج الحالات بدون تأخير أو انتظار لعلاج الجرحى جميعهم
- * التوقع Expectancy - التأكي على أن الحالات تتوقع العودة إلى الجبهة عقب فترة راحة واستعادة الحيوية

وقد اشتهر الضابط الطبي الأمريكي توماس دبليو سالمون بأنه مبتكر المبادئ الثلاثة PIE. ومع ذلك، فقد اكتسب خبراته الحقيقية من السفر إلى أوروبا والتعلم من الحلفاء ومن ثم إعداد برنامج علمي عن الدروس. وبحلول نهاية الحرب، كان سالمون قد أسس نظاما كاملا من وحدات وإجراءات، اعتُبر في ذلك التوقيت أفضل أساليب العلاج الدولية. وبعد الحرب، واصل جهوده في تثقيف المجتمع والجيش. وتقديرا لمساهماته، حصل على وسام الخدمة المتميزة.
لم تؤكد الدراسات عن رد فعل كرب القتال فعالية مقاربة المبادئ الثلاثية PIE، وثمة دليل على أنها لم تكن ناجعة في الوقاية من اضطراب كرب ما بعد الصدمة.
ويستخدم الجيش الأمريكي حاليا المبادي المطورة الأكثر حداثة والمشار إليها اختصارا بـ BICEPS:
- *الإيجاز
- *الحالية
- *المركزية أو الاتصال
- *التوقع
- *القرب
- *البساطة

### ما بين الحربين
أصدرت الحكومة البريطانية تقريرا أعدته لجنة مكتب الحرب للتحقيق في «صدمة القذف»، نُشر عام 1922. وتضمنت توصيات التقرير مايلي:

في المناطق الامامية
يجب ألا يسمح لأي جندي أن يعتقد أن فقدانه السيطرة العصبية أو العقلية يوفر وسيلة شريفة للهروب من أرض المعركة، وينبغي بذل كل جهد ممكن لمنع الحالات الطفيفة من مغادرة الكتيبة أو منطقة الفرقة، ويلزم اقتصار العلاج على توفير الراحة والطمأنينة لمن يحتاجون إليها، وتشجعيهم للعودة إلى خط الجبهة.
في المراكز العصبية
وعندما تكون الحالات متفاقمة لدرجة تتطلب علاجاأكثر تخصصا وتعقيدا، ينبغي إرسالها إلى أقرب مراكز عصبية من جبهة القتال لتكون تحت رعاية خبير في اضطرابات الجهاز العصبي. ولكن، ينبغي ألا يُطلق على مثل تلك الحالات إخلاء، حتى لا تترسخ فكرة الانهيار العصبي في عقل المريض.
في المستشفيات الرئيسية
وعندما يكون إخلاء الحالات إلى المستشفى الرئيسي ضروريا، ينبغي علاجها في مستشفى منفصلة أو أقسام منفصلة داخل مستشفى، وليس مع المرضى العاديين والجرحى. ويجب إعادة المرضى إلى المملكة المتحدة فقط في ظروف استثنائية، ومنها على سبيل المثال، الذين يرجح عدم قدرتهم على القيام بخدمات أخرى من أي نوع مع القوات في ميدان القتال. وهذه السياسة يجب أن تكون معروفة على نطاق واسع في الجيش.
أشكال العلاج
إن توفير أجواء ملائمة للاستشفاء هو أساس كل علاج ناجح، ولذا تكتسب شخصية الطبيب أهمية كبيرة. وأخذا في الاعتبار أن كل حالة من المصابين بعصاب الحرب يجب أن تتلقى علاجا على حدة حسب شدتها، فإن اللجنة تتفق مع الرأي القائل بإنه يمكن الحصول على نتائج جيدة في علاج أغلب الحالات عبر تطبيق طرق بسيطة للعلاج النفسي، منها على سبيل المثال التوضيح، والإقناع والإرشاد، وبدعم من وسائل بدنية مثل الاستحمام بغمر الجسد في المياه الساخنة ثم الباردة؛ والعلاج بالشحنات الكهربائية؛ وجلسات التدليك. وتعد راحة العقل والجسد أمرا حيويا لعلاج كافة الحالات.

وتؤيد اللجنة الرأي القائل إن إيجاد حالة من التنويم المغناطيسي أو النوم السباتي العميق ربما تكون مفيدة كوسائل للإيحاء أو إثارة خبرات منسية في حالات محددة، ولكنها في معظم الحالات ليست ضرورية، ويمكن أن تؤدي إلى تفاقم الأعراض حتى لبعض الوقت.
وهم لا يوصون باعتماد التحليل النفسي على نهج فرويد.
وفي حالة النقاهة، فإن إعادة التثقيف والانشغال الملائم بشؤون شيقة تعد من الأمور ذات الأهمية الكبيرة. وإذا تبين أن المريض لم يعد قادرا على مواصلة الخدمة العسكرية، يلزم بذل كل جهد ممكن لتوفير عمل مناسب له لدى عودته إلى الحياة المدنية.
العودة إلى جبهة القتال
ينبغي أن لا يعود الجنود إلى جبهة القتال في الظروف التالية:
(1) إذا كانت أعراض العصاب ذات طابع لا يمكن علاجه فيما وراء البحار، استشرافا إلى توظيفه في عمل مفيد خلال فترة لاحقة.
(2) إذا كان الانهيار حادا لدرجة تتطلب فترة طويلة من الراحة والعلاج في المملكة المتحدة.
(3) إذا كانت الإصابة هي عصاب القلق من النوع الحاد.
(4) إذا كان العجز هو الانهيار العقلي أو الذهان ما يستدعي العلاج في مستشفى للأمراض العقلية.
ومع ذلك، يذكر أن الكثير من تلك الحالات يمكن، عقب شفائها، توظيفها بفعالية في إحدى الخدمات العسكرية المساعدة.
ومما أثار المخاوف أن العديد من قدامى المحاربين البريطانيين كانوا يتلقون معاشات التقاعد ويعانون إعاقات مزمنة.
بحلول عام 1939، كان حوالي 120.000 من المحاربين البريطانيين السابقين قد تسلموا تعويضات نهائية عن إعاقات نفسية رئيسية أو يحصلون على معاشات - بنسبة حوالي 15 ٪ من الذين يتقاضون معاشات لإصابتهم بإعاقات. وكان نحو 44,000 آخرين يحصلون على معاشات لإصابتهم بـ «وهن القلب» أو متلازمة الجهد. وعلى الرغم من ذلك، فإن الإحصاءات لا تظهر الكثير، لأنه فيما يتعلق بتأثيرات الأمراض النفسية، كان المتقاعدون هم فقط بمثابة قمة جبل ثلج ضخم.
وكتب مراسل الحرب فيليب غيبس:
كان شيئا خاطئا. فقد ارتدوا مجددا ملابسهم المدنية، وبدوا أمام زوجاتهم وأمهاتهم مثل الشباب الصغار الذين ذهبوا إلى أعمالهم في أيام السلم قبل آب/أغسطس 1914. لكنهم لم يعودوا نفس الأشخاص. لقد تغير شئ بداخلهم. كانوا عرضة لأمزجة متقلبة، وانفعالات غريبة، وموجات من الاكتئاب الحاد تتناوب مع رغبة محمومة في الحصول على المتعة. كانوا رجالا يجنحون بسهولة للانفعال بعد أن فقدوا السيطرة على أنفسهم، واتسم حديث العديد منهم بالمرارة، وطغى العنف على آرائهم، وخيم عليهم الخوف.
كتب أحد الكتاب البريطانيين ما بين الحربين:
ينبغي أن لا تُمنح أعذار لترسيخ عقيدة بأن الإعاقة العصبية المغرضة تؤسس حقا للحصول على تعويض. وهذه مقولة صعبة. قد يبدو من القسوة أن نتعامل ببلادة واضحة مع أولئك المرجح أنهم عانوا خلال خدمتهم الوطنية معاناة حقيقية جراء مرض أصابهم من عمل العدو. ولكن لا شك إنه في النسبة الساحقة من الحالات، فإن المرضى يستسلمون إلى «الصدمة» لأنهم يحصلون على فائدة منها. إن منحهم هذه المكافأة لا يصب في نهاية المطاف لصالحهم لأنه يشجع النزعات الأضعف في شخصياتهم. إن الأمة لا يمكن أن ندفع لمواطنيها مقابل الشجاعة والتضحية، ولا تكافئ ضمنيا، في الوقت نفسه، الجبن وخيانة الأمانة غير الواعيين.

### الحرب العالمية الثانية

#### الأمريكيون
عند نشوب الحرب العالمية الثانية، كان معظم العاملين في الجيش الأمريكي قد غفلوا عن دروس العلاج المستقاة من الحرب العالمية الأولى. وفي البداية، جرى فحص طلبات المتقدمين وفق معايير صارمة، ولكن التجربة أظهرت في النهاية افتقارها إلى قدرة تنبؤية عظيمة.
ودخلت الولايات المتحدة الحرب في ديسمبر/ كانون الأول عام 1941. وتطلب الأمر الانتظار حتى نوفمبر/ تشرين الثاني من العام 1943، لانضمام طبيب نفسي إلى لجنة التنظيم في كل فرقة، ولم تطبق هذه السياسة في وحدة مسرح البحر الأبيض المتوسط حتى مارس/ آذار 1944. عام 1943 كان الجيش الأمريكي يستخدم مصطلح «الاستنفاد» باعتباره تشخصيا أوليا للحالات المصابة بأمراض نفسية، وكانت المبادء العامة للتعامل مع الحالات النفسية في الجيش قيد التطبيق. وكانت واقعة قيام الجنرال الأمريكي باتون بصفع جندي يعالج من مرض نفسي، في جانب منها، محفزة لتخطيط نظم علاج مسبقا قبل الغزو الإيطالي عام 1943. وبرزت أهمية تماسك الوحدة، والانتماء إلى الجماعة، كعامل للوقاية من الأمرض النفسية.

#### البريطانيون
وعلى النقيض من الأمريكيين، فقد ترسخت الدروس المستقاة من الحرب العالمية الأولى بقوة في عقول الحكومية البريطانية. وكانت التقديرات الأولية تشير إلى أن القصف الجوي سيسفر عن مصرع 35.000 ألف شخص يوميا على أقصى تقدير، ولكن الحرب الخاطفة بأكملها خلفت 40.000 ألف قتيل. ولم تشهد الحرب سيلا من الانهيارات النفسية بين صفوف المدنيين كما كان متوقعا. وتوجهت الحكومة إلى الأطباء الذين شاركوا في الحرب العالمية الأولى للحصول على نصيحة حول أسلوب التعامل مع الحالات التي تواجه مشكلات. وكانت مبادئ العلاج المشار إليها اختصارا بـ PIE مستخدمة على نطاق واسع. ومع ذلك، قام الجيش البريطاني بتوظيف شباب من الأطباء النفسين المدربين على التحليل، نظرا لأن معظم الأطباء الذين شاركوا في الحرب العالمية الأولى كانوا مقدمين بالسن وغير ملائمين لأداء المهمة. وبدا أن أطباءالجيش «ليس لديهم تصور عن مفهوم الانهيار النفسي الناجم عن الحرب وكيية علاجه، على الرغم من أن العديد منهم شارك في حرب 1914-1918.» وأقيمت أول مستشفى لعلاج الأمراض النفسية ضمن قوة الشرق الأوسط عام 1942. ومع بدء تنفيذ العمليات العسكرية منذ الشهر الأول، تم تطبيق سياسة الاحتفاظ بالحالات المصابة لمدة 48 ساعة فقط قبل إعادتهها إلى الوطن، الأمر الذي تعارض بقوة مع مبدأ التوقع ضمن المبادئ الثلاثة للعلاج المشار إليها بـ PIE.

#### الألمان
وفي مقابلة، قال الدكتور رودولف برينكشتاين ما يلي :
شهد تقدم الحرب ارتفاعا حاد في حالات الإصابة بالإجهاد من نسبة واحد في المائة من إجمالي عدد الحالات السريرية عام 1935 إلى نسبة 6 في المائة عام 1942. وعقب الحرب، أفاد طبيب نفسي ألماني آخر أنه خلال العامين الأخيرين من الحرب، كان ثلث الحالات السريرية في مستشفى «إنسن» Ensen تعاني من عصاب الحرب. ومن المحتمل أن تلك الحالات لم تكن تمثل مشكلة حقيقية، فضلا عن قصور إدراك المشكلة.

#### الفنلنديون
كان الموقف الفنلندي صوب «عصاب الحرب» قاسيا نوعا ما. واعتبر الطبيب النفسي هارلي فيدرلي Federley Harry، الذي كان يترأس الطب العسكري، أن صدمة القصف تؤشر على ضعف الشخصية ونقص الوازع الأخلاقي. وكان علاجه لعصاب الحرب بسيطا للغاية: تعريض المرضى لمضايقات وتحرشات طالما كانوا غير راغبين في العودة إلى الخدمة على جبهة القتال.
وفي وقت سابق، خلال حرب الشتا، تعرض عدد من الجنود المحاربين بالمدافع الرشاشة لاعتلالات نفسية، بعد أن أحبطوا هجمات فاشلة شنها الجنود الروس على مواقع فنلندية محصنة.

### تطورات مرحلة ما بعد الحرب العالمية الثانية
أضاف الإسرائيليون مبدأ البساطة إلى مبادئ العلاج الثلاثة المشار إليها اختصارا بـ PIE. ويعني ه>ا المبدأ أن المعالجة يجب أن تكون مختصرة وداعمة، ويتولاها الحاصلون على تدريب متقدم.

#### توترات حفظ السلام
تتسم مهام قوات حفظ السلام بتوتراتها الخاصة عبر التركيز على قواعد للاشتباك تمثل تقييدا للأدوار التي تدرب عليها الجنود. وتشمل أسباب الإصابة بالتوترات في مشاهدة أو تجريب ما يلي:
- استمرار التوتر والتهديد من جراء الصراع.
- خطرالألغام الأرضية والأجسام المفخخة.
- الاقتراب الشديد من قتلى وجرحى بإصابات بالغة.
- تعمد سوء المعاملة وارتكاب الفظائع والتي قد تشمل مدنيين.
- القضايا الثقافية، ومنها على سبيل المثال، اتجاهات هيمنة الذكور على الإناث في ثقافات عدة.
- الانفصال وقضايا الوطن.
- مخاطر الإصابة بأمراض، ومنها فيروس نقص المناعة البشرية HIV.
- خطر التعرض للعوامل السامة.
- مشكلات المهمة.
- العودة إلى الخدمة.

ومن أبرز حالات الإصابة بـ «رد فعل كرب القتال» CSR أثناء عمليات حفظ السلام، الجنرال الكندي روميو دالير، قائد عمليات الأمم المتحدة في رواندا UNAMIR.وقد أجبر على مشاهدة حوالي نصف مليون من التوتسي وهم يُقتلون بوحشية في وقت عجز فيه عن التدخل لإيقاف الإبادة الجماعية في البلاد. ولدى عودته إلى كندا، ونتيجة لشعوره بالتقصير في أداء واجبه لمنع الإبادة، سقط ضحية لمشاهد الضحايا، وراودته فكرة الانتحار، حيث عثر عليه في يونيو/ حزيران عام 2000 في متنزه عام بالقرب من قناة أوتاوا ريدو، مخمورا عقب تناول جرعة كبيرة من مهدئ مضاد للاكتئاب. وسلطت تلك الواقعة الشهيرة الضوء على معاناة الجنود المشاركين في عمليات قتالية فرعية تتسم بالصعوبة، وأثارت وعي الرأي العار حول تفاعل كرب القتال (أو كما يطلق عليه الجمهور اضطراب إجهاد ما بعد الصدمة).

## الأعراض والسمات
تتلاءم أعراض تفاعل كرب القتال مع أعراض الصدمات النفسية، التي تتصل إلى حد بعيد باضطراب إجهاد ما بعد الصدمة. ويختلف تفاعل كرب القتال عن اضطراب ما بعد الصدمة (في عدة أوجه) منها أن تشخيص الأخير يتطلب استمرار الأعراض لأكثر من شهر، في حين أن تشخيص الأول لا يستلزم ذلك.

### الأعراض
تتضمن أكثر تفاعلات الإجهاد شيوعا ما يلي:
| - تباطؤ زمن رد الفعل. - بطء التفكير. - صعوبة تحديد أولويات المهام - صعوبة تنفيذ المهام الروتينية | - الانشغال بقضايا ثانوية ومهام عادية - التردد وعدم القدرة على التركيز - فقدان المبادرة المصحوبة بإرهاق - الشعور بالاستنفاد |

### الاسثتارة اللاإرادية
| - الصداع - آلام الظهر - عدم القدرة على الاسترخاء - الرعشة والارتجاف - التعرق - الغثيان والقيء - فقدان الشهية - تقلص البطن - التبول المتكرر - سلس البول | - خفقان القلب - فرط التنفس - الدوار - الأرق - الكوابيس الليلية - النوم المضطرب - الإفراط في النوم - الإفراط في الروع - الإفراط في توقع الأخطار والمصاعب - تزايد الشعور بالتهديد | - القلق - الهيجان - الإحباط - إساءة استعمال المواد المخدرة - فقدان القدرة على التكيف - القابلية للانتحار - اضطراب السلوك - عدم الثقة في الآخرين - الارتباك - الشعور المتزايد بفقدان السيطرة |

#### معدلات الإصابة في المعركة
يتفاوت معدل الإصابة با نسبة الضغط إلى سقوط ضحايا في المعارك يختلف مع شدة القتال.
وفي الحرب الحديثة، حيث تتجسد مبادئ العمليات المستمرة، تتزايد التوقعات بارتفاع إصابات كرب القتال.
وتعتبر معدلات الإصابة بكرب القتال في الجيوش الأوروبية خلال الحرب العالمية الثانية والتي بلغت 101:1.000 سنويان منحازة، نظرا لاعتمادها على بيانات خلال العامين الأخيرين من الحرب، والتي شهدت تراجعا في تلك المعدلات.

## العلاج
ويبدأ العلاج في الجيش بالوقاية من خلال التدريب ورفع المعنويات والمساندة. وتكتسب إجراءات بسيطة، أهمية، مثل توفير راحة كافية وغذاء ومأوى. وتلعب تمارين الاسترخاء دورا مماثلا لتقصي المعلومات من المصاب حول الحادثة الحرجة التي تعرض لها.
وإذا تدهورت حالة أشخاص في الخدمة العسكرية إلى ما دون ذلك، عادة ما يتم إعفاؤهم من الخدمة، ومنحهم الدعم والملابس والطعام والراحة. وعندما تكون الأحوال ملائمة، يتم دعمهم عبر تقديم المشورة التي يمكن أن تعجل بشفائهم. وبعض المصابين يتناولون أدوية ذات تأثير نفسي وفق وصفات طبية ويتخلصون من شحناتهم الانفعالية ببساطة.

## نتائج العلاج
كشفت إحصاءات من حرب لبنان عام 1982 أن 90 بالمائة من الحالات المصابة بـ «رد فعل كرب القتال»، والتي تلقت علاجا في أماكن قريبة، عادت إلى وحداتها العسكرية في غضون 72 ساعة. أما الذين تلقوا العلاج في مؤخرة الجيش، فلم يعد منهم إلى الوحدات سوى 40 بالمائة فقط.
وفي كوريا الجنوبية، عادت إلى الوحدات، خلال ثلاثة أيام، نسبة تقدر بـ 85 ٪ من المصابين الأمريكيين بالإجهاد، بينما تمكن عشرة في المائة من القيام بمهام محدودة بعد مرور بضعة أسابيع.
وعلى الرغم من أن مبادئ العلاج الثلاثة، المشار إليها اختصارا بـ PIE، استخدمت على نطاق واسع في حرب فيتنام، إلأ أن معدل إصابة قدامى المحاربين في فيتنام بـ «اضطراب إجهاد ما بعد الصدمة» خلال حياتهم بلغ 30 بالمائة في دراسة أمريكية أجريت عام 1989، فيما ذكرت دراسة أسترالية أجريت عام 1996 أن نسبتهم 21 بالمائة.

## الجدل
ثمة جدل كبير حول مبادئ العلاج الثلاثة المشار إليها اختصارا بـ PIE. وقد شهدت عدة حروب، ولا سيما حرب فيتنام، صراعا بين الأطباء حول إعادة الجنود المصابين بالصدمة إلى جبهة القتال. وبلغ الخلاف ذروته خلال حرب فيتنام، حيث ثارت الكثير من المناقشات حول الأخلاقيات المرتبطة بهذه العملية. وجادل أنصار المبادئ الثلاثة بأن إعادة الجنود المصابين بالصدمة إلى جبهة القتال يحد من الإصابة باضطراب طويل الأمد، في حين دفع المعارضون بأن تفاعلات إجهاد القتال تقود إلى مشكلات مزمنة مثل اضطراب إجهاد ما بعد الصدمة.
وأفضت الأبحاث التي أجريت في الآونة الأخيرة إلى تزايد الاعتقاد بترجيح وجود أسباب بدنية (على سبيل المثال خلل في الجهاز العصبي) أكثر منها نفسية لانفجار الصدمة.

### قراءات أخرى
- West، Rebecca (1918). The Return of the Soldier.
- Woolf، Virginia (1925). Mrs Dalloway.
- Barker، Pat (1991). Regeneration.
- Holden، Wendy (1998). Shell Shock. (Channel 4 Books).
- Grabenhorst، Georg (1928). Zero Hour.
- Roth، Joseph (1924). Die Rebellion.
- مراجعة وثائقي نزع السلاح

## وصلات خارجية
- جمعية الرعاية النفسية للمحاربين القدماء (كرب القتال) - جمعية خيرية بريطانية تعنى بالمحاربين القدماء الذين يعانون من مشكلات نفسية متنوعة مثل اضطراب إجهاد ما بعد الصدمة المتصل بالقتال.
- مسرد الكسور